# Sjur Miljeteig
Sjur Miljeteig (4 januari 1974) is een Noorse jazztrompettist en componist. De musicus, getrouwd met actrice Ane Dahl Torp, speelt in een groep die muziek van Miles Davis speelt, een band met Håvard Wiik, Ingebrigt Håker Flaten en Peder Kjellsby.

## Biografie
Miljeteig studeerde tot 1993 muziek aan Foss videregående skole. In 1997 verscheen van hem een album met Markus Midré. Hij vormde een duo met drummer Peder Kjellsby, Friko, dat twee live-albums opnam, Burglar Ballads (2003) en Journey to Mandoola (2006). Later werkte hij in het tentet Jaga Jazzist en speelde mee op het album Jævla Jazzist Grete Stitz (1996) en de EP Magazine (1998). Hij speelde in de groep For Sure (naast onder meer Aslak Hartberg) en werkte samen met zangeres Solveig Slettahjell, onder meer op haar albums Natt I Bethlehem (2008, met o.a. Tord Gustavsen) en Tarpan Seasons (2009, in het Slow Motion Orchestra met o.m. Morten Qvenild, Andreas Ulvo, Even Helte Hermansen, Jo Berger Myhre en Per Oddvar Johansen.
Miljeteig speelde verder onder andere mee op het album In the Kingdom of Kitsch You Will Be a Monster van Shining (een offshoot van Jaga Jazzist) en op een plaat van Crimetime Orchestra (Life is a beautiful monster, 2004).
In 2013 kwam Miljeteig met zijn debuutplaat, It's Funny How Things Happen at Particular Times, een goed ontvangen elektro-akoestisch album opgenomen met onder andere gitarist Olav Torget. Miljeteig heeft tevens samengewerkt met zijn vrouw.

## Discografie (selectie)

### Solo
- 2013: It's Funny How Things Happen at Particular Times (Trust Me), met Øystein Skar, Marte Eberson, Olav Torget en Per Oddvar Johansen

met Friko
- 2003: Burglar Ballads (C+C Records)[6]
- 2006: Journey To Mandoola (C+C Records)[7]

### Samenwerkingen
met Bugge Wesseltoft
- 1996: New Conception of Jazz (Jazzland Recordings)
- 1998: New Conception of Jazz (Jazzland Recordings)

Anneli Drecker
- 2000 Tundra (EMI Records)

met Crimetime Orchestra
- 2004: Life is a beautiful monster (Trust Me)

met Shining
- 2005: In the Kingdom of Kitsch You Will Be a Monster (Rune Grammofon)

met Solveig Slettahjell
- 2008: Natt I Bethlehem (EmArcy), met Tord Gustavsen
- 2009: Tarpan Seasons (EmArcy)

- Bibsys: 98002007
- Bibliothèque nationale de France: cb142069469 (data)
- Gemeinsame Normdatei: 135495806
- International Standard Name Identifier: 0000 0000 5517 2548
- Library of Congress Control Number: n2010081574
- MusicBrainz: 08c1a4b4-20ea-4bc1-91fb-be19d9fba441
- Virtual International Authority File: 34668463